# دومین
دومین (به انگلیسی: The 2nd) یک فیلم اکشن آمریکایی محصول سال ۲۰۲۰ به کارگردانی برایان اسکیبا با بازی رایان فیلیپ و کاسپر ون دین است. این فیلم در تاریخ ۱ سپتامبر ۲۰۲۰ به صورت دیجیتالی و ویدئو هنگام درخواست منتشر شد.

## داستان
ویک دیویس، رهبر تیم دلتا، هنگام تحویل گرفتن پسرش از خوابگاه دانشگاه، متوجه تعداد غیرمعمولی از افراد در محل می‌شود که ارین را از نزدیک تماشا می‌کنند. وقتی ارین فهمید که راننده وی اسکورت معمول او نیست، ویک برای نجات ارین از توطئه آدم‌ربایی وارد عمل می‌شود که زندگی او و پسرش را به خطر می‌افتد.